# Teppei Kataoka
Teppei Kataoka (片岡 鉄兵), 2 février 1894 dans la préfecture d'Okayama - 25 décembre 1944, est un écrivain japonais.

## Biographie
Kataoka est connu comme rédacteur de la revue Bungei Jidai (文芸時代) fondée par Riichi Yokomitsu et Yasunari Kawabata et organe de l'école littéraire Shinkankaku-ha (新感覚派, « Nouvelle sensibilité »). À la fin des années 1920, il se tourne vers la littérature prolétarienne, défend le marxisme et rejoint le parti communiste japonais. De 1933 à 1935, il est en garde à vue puis quitte le parti communiste. Il se fait connaître par des romans comme Tsuna no ue no shōjo (1927) et Aijō no mondai (1931).

## Source de la traduction
- (de) Cet article est partiellement ou en totalité issu de l’article de Wikipédia en allemand intitulé « Kataoka Teppei » (voir la liste des auteurs).